# John Goossens (bedrijfsleider)
John Léon Jacques baron Goossens (Maasmechelen, 25 november 1944 – Francorchamps, 8 november 2002) was een Belgisch bedrijfsleider en bestuurder. Hij was van 1995 tot 2002 afgevaardigd bestuurder en voorzitter van het uitvoerend comité van telecommunicatiebedrijf Belgacom.

## Levensloop
John Goossens deed zijn middelbare studies aan het Sint-Michielscollege te Brussel. In 1968 werd hij licentiaat in de economische en financiële wetenschappen aan de Université catholique de Louvain, om zich tot 1971 te gaan specialiseren aan de Columbia-universiteit in New York. Ondertussen was hij ginder reeds aan de slag bij General Motors.
In 1971 keerde hij terug naar België en werd hij verkoopdirecteur en vervolgens directeur-generaal bij het petroleumbedrijf Texaco. Zijn eerste stappen in de telefonie zette hij in 1989. Toen kreeg hij de leiding van de Antwerpse afdeling van Alcatel, de voormalige Bell Telephone Manufacturing Company.
In 1995 volgde hij Bessel Kok op aan het hoofd van Belgacom, dat net daarvoor gedeeltelijk was geprivatiseerd. Het was tevens de periode van liberalisering en digitalisering van de sector. In tegenstelling tot enkele andere openbare bedrijven was Belgacom steeds winstgevend.
Goossens was tevens voorzitter van de Royal Automobile Club Belgium (RACB). Het was tijdens een werkvergadering van Belgacom op het circuit van Spa-Francorchamps dat hij plots overleed. Hij werd bij Belgacom opgevolgd door Didier Bellens.
Hij bekleedde bestuursfuncties bij Total (later Total Fina en TotalFinaElf), KBC, GBL, het Verbond van Belgische Ondernemingen, het Vlaams Economisch Verbond, het Belgisch Olympisch en Interfederaal Comité, de Columbia University Business School, de Stichting Université Catholique de Louvain en vzw Omroepgebouw Flagey.

### Privé
Goossens was een zoon van Marcel Goossens, afgevaardigd bestuurder van luchtvaartmaatschappij Sabena, en Irène Klinkers. Hij trouwde in 1972 met Anita Vaxelaire, dochter van Raymond Vaxelaire en nicht van François Vaxelaire. Ze kregen twee zoons en een dochter, maar scheidden in 1996.
In mei 2002 werd hij in de erfelijke adel opgenomen met de persoonlijke titel baron.